# ويليام دا سيلفا كيمارايس
ويليام دا سيلفا كيمارايس هو لاعب كرة قدم برازيلي في مركز الهجوم، ولد في 22 يناير 1981 في ريو دي جانيرو في البرازيل. لعب مع بوتافوغو ريغاتاس وكابوسكورب ونادي إيفيان.